# Aldo Rossi

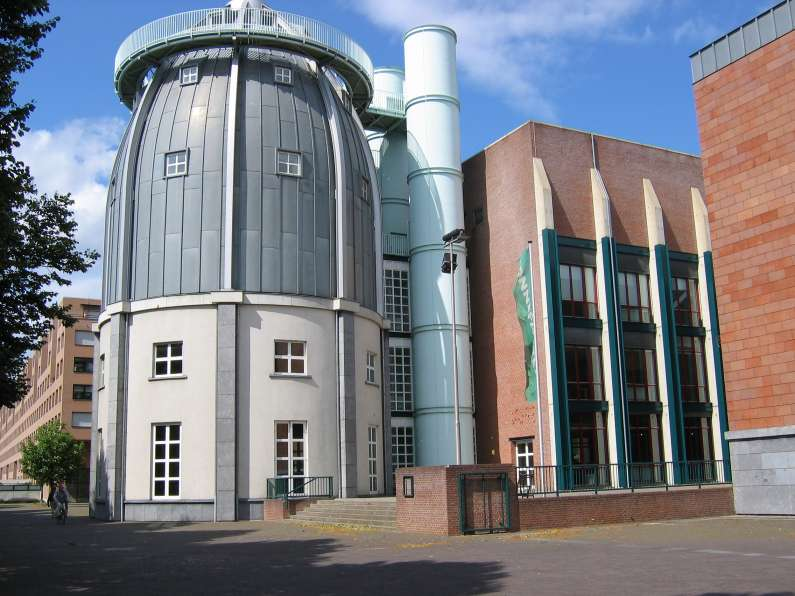
A. Rossi: Bonnefantenmuseum w Maastricht

Aldo Rossi (ur. 3 maja 1931 w Mediolanie, zm. 4 września 1997 tamże) – włoski architekt postmodernistyczny, publicysta i designer, w 1990 roku laureat Nagrody Pritzkera.
W latach 1949–1959 Rossi studiował architekturę na Politechnice w Mediolanie. W latach 1955–1964 współpracował z czasopismem Casabella Continuità (ISSN 0008-7181). Wraz z Luką Medą zaplanował 53. triennale w Mediolanie w 1954. W 1965 został wykładowcą na tamtejszej politechnice.
Już wczesna twórczość Rossiego cechuje się nawiązującą do historii, lecz jasną i uproszczoną formą i wykorzystywaniem efektów światłocieniowych. W 1966 Rossi przedstawił swe poglądy na architekturę i urbanistykę w książce L'architettura della città (Architektura miasta).
W latach 1972–1974 Rossi był profesorem zaproszonym na ETH w Zurychu. W 1983 prowadził 1. Biennale Architektury w Wenecji. Wraz z Umberto Barbierim założył w 1987 biuro w Hadze. W 1988 został członkiem honorowym American Institute of Architects, a w 1990 uhonorowano go Nagrodą Pritzkera.
Jako designer, współpracował z włoską firmą ALESSI, dla której zaprojektował nawiązujące formą do budynków architektury współczesnej – serwis do kawy i herbaty (w ramach serii "Tea&Coffee Piazza" 1983), ekspres do kawy "La conica" 1984 oraz czajnik do herbaty "Il conico" 1986.
W latach 1990–1993 w Paryżu, Berlinie, Gandawie i Amsterdamie odbyły się duże wystawy twórczości Rossiego.
Aldo Rossi zginął w wypadku samochodowym w 1997.

## Główne dzieła
- pomnik partyzantów w Segrate, 1965
- budynek mieszkalny Gallaterese w Mediolanie, 1968–1973
- projekt cmentarza San Cataldo koło Modeny (razem z Giannim Braghierim), 1971, realizacja 1980.
- pływający pawilon Teatro del Mondo w Wenecji, 1979
- niezrealizowany projekt Niemieckiego Muzeum Historycznego w Berlinie, 1988
- Bonnefantenmuseum w Maastricht, 1992–1995
- budynek Cirque de Soleil w Berlinie, 1997–2000

## Wybór publicystyki
- 1966 L'architettura della città
- 1981 A Scientific Autobiography